# 卷毛豇豆
卷毛豇豆（学名：Vigna reflexo-pilosa）为豆科豇豆属的植物。分布于台湾岛、日本等地，属中国原产的植物（非从国外引种）。